# 數位服務法案
《數位服務法案》（英語：Digital Services Act，簡稱DSA），是歐盟的一項立法提案，由歐洲融入數位時代的執行副總裁瑪格麗特·維斯塔格及歐盟內部市場專員蒂埃里·布雷頓制定，並由歐盟委員會於2020年12月15日連同《數字市場法案》在歐盟議會及歐洲聯盟理事會提出，該法案旨在使打擊非法內容、透明廣告和虛假信息的《2000年電子商務（歐盟指令）條例》現代化，並迫使互聯網服務打擊錯誤信息、披露其服務如何放大有爭議的內容，並停止根據個人的種族、宗教或性取向來定位在线廣告。

## 歷史
2022年4月23日，作為歐盟在數字治理領域的最新舉措，歐盟理事會和歐洲議會經歷了16個小時的談判後就《數位服務法案》達成政治性協議。7月5日，欧洲议会以539票贊成、54票反對和30票棄權通過該協議。而歐盟理事會預計於9月正式通過該法案，法案將在歐盟官方公報上公佈20天後生效。DSA將在生效後15個月或從2024年1月1日（以較晚者為準）開始直接適用於整個歐盟。但超大型在線平台及在線搜索引擎須於委員會被指定四個月後提前適用。2023年4月，欧洲联盟规定19家大型网络科技公司和平台必须在當年8月前接受数位服务法案監管。
2023年4月25日，歐盟內部市場專員蒂埃里·布雷頓稱19個網站受法案規管，包括維基百科、全球速賣通、亞馬遜公司的商店、蘋果公司的App Store、Microsoft Bing、Booking.com、臉書、Google Play、Google地圖、Google搜尋、Google購物、Instagram、LinkedIn、Pinterest、Snapchat、TikTok、推特、YouTube、Zalando。

## 目的
該法案主要為數位服務供應商規定了明確的義務，包括：打擊違法商品及內容並審查第三方賣家、設立機制以令使用者檢舉違法商品或內容、擴大網路透明化機制之範圍（包括揭露廣告訊息以及所使用的演算法予消費者並容許使用者自行調整或拒絕）、每年須由獨立第三方審查風險管理系統，並出具公開報告、設立未成年人保護機制，禁止針對兒童或依據宗教、性別、種族、政治傾向等敏感資料發送目標性廣告在遭遇公共衛生或國家安全危機時，得採取緊急應變措施。